# San Giovanni in Galdo
San Giovanni in Galdo község (comune) Olaszország Molise régiójában, Campobasso megyében.

## Fekvése
A megye központi részén fekszik. Határai: Campobasso, Campodipietra, Campolieto, Matrice, Monacilioni és Toro.

## Története
A település első írásos említése a 13. századból származik, habár a határában talált italicus templom romjainak alapján feltételezik, hogy már az ókorban lakott vidék volt. A következő századokban nemesi birtok volt. A 19. században nyerte el önállóságát, amikor a Nápolyi Királyságban felszámolták a feudalizmust.

## Népessége
A népesség számának alakulása:

## Főbb látnivalói
- San Germano-templom